# Cal Ferrer Gros
Cal Ferrer Gros és una casa d'Aguilar de Segarra (Bages) inclosa a l'Inventari del Patrimoni Arquitectònic de Catalunya.

## Descripció
Gran casal fet tot ell de pedra, amb edificacions annexes de caràcter auxiliar.
L'edifici primitiu és de planta rectangular amb coberta de dos aiguavessos i a ell s'han afegit altres cossos, com ara una galeria al costat dret de la façana principal, aprofitant el teulat d'un edifici auxiliar. La porta d'entrada és d'arc de mig punt amb dovelles de pedra ben treballada.